# Wyre Forest (circonscription britannique)
Pour les articles homonymes, voir Wyre Forest.
Circonscription parlementaire de la Chambre des communes
La circonscription de Wyre Forest est une circonscription électorale anglaise située dans le Worcestershire et représentée à la Chambre des communes du Parlement britannique.

## Members of Parliament
| Élection | Élection | Membre         | Parti          | Portrait |
| -------- | -------- | -------------- | -------------- | -------- |
|          | 1983     | Esmond Bulmer  | Conservateur   |          |
|          | 1987     | Anthony Coombs | Conservateur   |          |
|          | 1997     | David Lock     | Travailliste   |          |
|          | 2001     | Richard Taylor | Health Concern |          |
|          | 2010     | Mark Garnier   | Conservateur   |          |

## Géographie
La circonscription comprend :
- Les villes de Kidderminster, Stourport-on-Severn et Bewdley
- Les villages et paroisses civiles de Callow Hill, Clows Top, Bliss Gate, Ribbesford, Rock, Franche, Upper Arley, Kingsford, Blakeshall, Cookley, Fairfield, Rushock, Harvington, Blakedown, Churchill et Drayton
- Le hameau de Trimpley

## Historique
La circonscription de Wyre Forest a succédé à l'ancienne circonscription de Kidderminster en 1983, et a été remportée pour les conservateurs par Esmond Bulmer. Wyre Forest a été tenu relativement facilement par Anthony Coombs du parti conservateurs aux élections générales de 1987 et 1992; cependant, les travaillistes on remporter le siège en 1997, David Lock obtenant une majorité de près de 7 000 personnes. La colère provoquée par la dégradation de l'hôpital de Kidderminster a eu des répercussions sur les élections générales de 2001 ; Richard Taylor du parti de Health Concern, a remporté une victoire décisive, puis a occupé son siège avec une majorité considérablement réduite en 2005. Taylor a été battu par les conservateurs aux élections générales de 2010.
Le taux de participation aux élections générales dans la circonscription de Wyre Forest a généralement été supérieur de 2 à 3 % à la moyenne nationale, mais en 2001, le taux de participation dans la circonscription était de 68,0 %, contre 59,4 % à l'échelle nationale ; cette hausse (non répétée en 2005) est largement attribuée aux sentiments locaux suscités par le problème des hôpitaux.

## Élections

### Élections dans les années 2010
| Parti         | Parti                | Candidat             | Voix   | %    | ±    |
| ------------- | -------------------- | -------------------- | ------ | ---- | ---- |
|               | Conservateur         | Mark Garnier         | 29,859 | 58,4 | 13.1 |
|               | Travailliste         | Matt Lamb            | 16,525 | 32,3 | 13.1 |
|               | Libéral Démocrate    | Shazu Miah           | 1,943  | 3,8  | 1.3  |
|               | UKIP                 | George Connolly      | 1,777  | 3,5  | 12.6 |
|               | Green                | Brett Caulfield      | 1,025  | 2,0  | 0.3  |
| Majorité      | Majorité             | Majorité             | 13,334 | 26,1 |      |
| Participation | Participation        | Participation        | 51,223 | 65,8 |      |
|               | Conservateur retenir | Conservateur retenir | Swing  |      |      |

| Parti         | Parti                  | Candidat             | Voix   | %    | ±             |
| ------------- | ---------------------- | -------------------- | ------ | ---- | ------------- |
|               | Conservateur           | Mark Garnier         | 22,394 | 45,3 | 8.4           |
|               | Travailliste           | Matt Lamb            | 9,523  | 19,3 | 4.9           |
|               | UKIP                   | Michael Wrench       | 7,967  | 16,1 | 13.2          |
|               | National Health Action | Richard Taylor       | 7,211  | 14,6 | 17.1          |
|               | Libéral Démocrate      | Andy Crick           | 1,228  | 2,5  | 9.4           |
|               | Green                  | Natalie McVey        | 1,117  | 2,3  | en stagnation |
| Majorité      | Majorité               | Majorité             | 12,871 | 26,0 |               |
| Participation | Participation          | Participation        | 49,440 | 63,8 | 3.0           |
|               | Conservateur retenir   | Conservateur retenir | Swing  |      |               |

| Parti         | Parti                                     | Candidat                                  | Voix   | %    | ±             |
| ------------- | ----------------------------------------- | ----------------------------------------- | ------ | ---- | ------------- |
|               | Conservateur                              | Mark Garnier                              | 18,793 | 36,9 | 7.8           |
|               | Health Concern                            | Richard Taylor                            | 16,150 | 31,7 | 6.9           |
|               | Travailliste                              | Nigel Knowles                             | 7,298  | 14,3 | 8.2           |
|               | Libéral Démocrate                         | Neville Farmer                            | 6,040  | 11,9 | en stagnation |
|               | UKIP                                      | Michael Wrench                            | 1,498  | 2,9  | 0.6           |
|               | BNP                                       | Gordon Howells                            | 1,120  | 2,2  | en stagnation |
| Majorité      | Majorité                                  | Majorité                                  | 2,643  | 5,2  |               |
| Participation | Participation                             | Participation                             | 50,899 | 66,8 | 2.9           |
|               | Conservateur vainqueur sur Health Concern | Conservateur vainqueur sur Health Concern | Swing  |      |               |

### Élections dans les années 2000
| Parti         | Parti                  | Candidat               | Voix   | %    | ±             |
| ------------- | ---------------------- | ---------------------- | ------ | ---- | ------------- |
|               | Health Concern         | Richard Taylor         | 18,739 | 39,9 | 18.2          |
|               | Conservateur           | Mark Garnier           | 13,489 | 28,7 | 9.6           |
|               | Travailliste           | Marc Bayliss           | 10,716 | 22,8 | 0.7           |
|               | Libéral                | Frances Oborski        | 2,666  | 5,7  | en stagnation |
|               | UKIP                   | Rustie Lee             | 1,074  | 2,3  | 1.5           |
|               | Monster Raving Loony   | Bert Priest            | 303    | 0,6  | en stagnation |
| Majorité      | Majorité               | Majorité               | 5,250  | 11,2 |               |
| Participation | Participation          | Participation          | 46,987 | 64,2 | 3.8           |
|               | Health Concern retenir | Health Concern retenir | Swing  | 13.9 |               |

| Parti         | Parti                                     | Candidat                                  | Voix   | %    | ±             |
| ------------- | ----------------------------------------- | ----------------------------------------- | ------ | ---- | ------------- |
|               | Health Concern                            | Richard Taylor                            | 28,487 | 58,1 | en stagnation |
|               | Travailliste                              | David Lock                                | 10,857 | 22,1 | 26.7          |
|               | Conservateur                              | Mark Simpson                              | 9,350  | 19,1 | 17.1          |
|               | UKIP                                      | Jim Millington                            | 368    | 0,8  | 0.2           |
| Majorité      | Majorité                                  | Majorité                                  | 17,630 | 36,0 |               |
| Participation | Participation                             | Participation                             | 49,062 | 68,0 | 7.3           |
|               | Health Concern vainqueur sur Travailliste | Health Concern vainqueur sur Travailliste | Swing  |      |               |

### Élections dans les années 1990
| Parti         | Parti                                   | Candidat                                | Voix   | %    | ± |
| ------------- | --------------------------------------- | --------------------------------------- | ------ | ---- | - |
|               | Travailliste                            | David Lock                              | 26,843 | 48,8 | ' |
|               | Conservateur                            | Anthony Coombs                          | 19,897 | 36,1 |   |
|               | Libéral Démocrate                       | David Cropp                             | 4,377  | 8,0  |   |
|               | Référendum                              | William Till                            | 1,956  | 3,6  |   |
|               | Libéral                                 | Chris Harvey                            | 1,670  | 3,0  |   |
|               | UKIP                                    | Jim Millington                          | 312    | 0,6  |   |
| Majorité      | Majorité                                | Majorité                                | 6,946  | 12,7 |   |
| Participation | Participation                           | Participation                           |        | 75,4 |   |
|               | Travailliste vainqueur sur Conservateur | Travailliste vainqueur sur Conservateur | Swing  |      |   |

| Parti         | Parti                | Candidat             | Voix   | %    | ±    |
| ------------- | -------------------- | -------------------- | ------ | ---- | ---- |
|               | Conservateur         | Anthony Coombs       | 28,983 | 47,8 | 0.7  |
|               | Travailliste         | Ross Maden           | 18,642 | 30,8 | 11.9 |
|               | Libéral Démocrate    | Mark D. Jones        | 12,958 | 21,4 | 12.6 |
| Majorité      | Majorité             | Majorité             | 10,341 | 17,1 | 3.9  |
| Participation | Participation        | Participation        | 60,583 | 82,3 | 4.8  |
|               | Conservateur retenir | Conservateur retenir | Swing  | 5.6  |      |

### Élections dans les années 1980
| Parti         | Parti                | Candidat             | Voix   | %     | ± |
| ------------- | -------------------- | -------------------- | ------ | ----- | - |
|               | Conservateur         | Anthony Coombs       | 25,877 | 47,1  | ' |
|               | Liberal              | Anthony Batchelor    | 18,653 | 33,98 |   |
|               | Travailliste         | Nigel Knowles        | 10,365 | 18,88 |   |
| Majorité      | Majorité             | Majorité             | 7,224  | 13,16 |   |
| Participation | Participation        | Participation        |        | 77,55 |   |
|               | Conservateur retenir | Conservateur retenir | Swing  |       |   |

| Parti         | Parti                                  | Candidat      | Voix   | %     | ± |
| ------------- | -------------------------------------- | ------------- | ------ | ----- | - |
|               | Conservateur                           | Esmond Bulmer | 24,809 | 48,37 | ' |
|               | Liberal                                | AJ Batchelor  | 16,632 | 32,43 |   |
|               | Travailliste                           | RB Williams   | 9,850  | 19,20 |   |
| Majorité      | Majorité                               | Majorité      | 8,177  | 15,94 |   |
| Participation | Participation                          | Participation |        | 75,10 |   |
|               | Conservateur vainqueur (nouveau siège) |               |        |       |   |